# Eckartswiller
Eckartswiller je občina v departmaju Bas-Rhin francoske regije Alzacija.
Leta 1990 je v občini živelo 469 oseb oz. 38 oseb/km².